# Odontomachus latissimus
Odontomachus latissimus är en myrart som beskrevs av Hugo Viehmeyer 1914. Odontomachus latissimus ingår i släktet Odontomachus och familjen myror. Inga underarter finns listade i Catalogue of Life.